# 燃料電池載具
燃料電池載具 (Fuel Cell Vehicle、) 或燃料電池電動載具 (Fuel Cell Electric Vehicle、) 是主要用燃料電池产生电能驱动电动机推进的電動載具，因燃料電池發電特性，多數燃料電池載具也加入超級電容器或蓄電池作為動力系統的一部分，但其容量較純電動載具小。載具上燃料電池多是以儲存的高壓氫氣加上空氣中的氧氣發電。多數燃料電池載具被視為零污染載具，因燃料電池發電時只會排放水及熱。與內燃機載具相比，燃料電池載具的主要污染來源為氫氣的製造過程，因現今較經濟的氫氣製造過程需以天然氣為原料。

## 備註

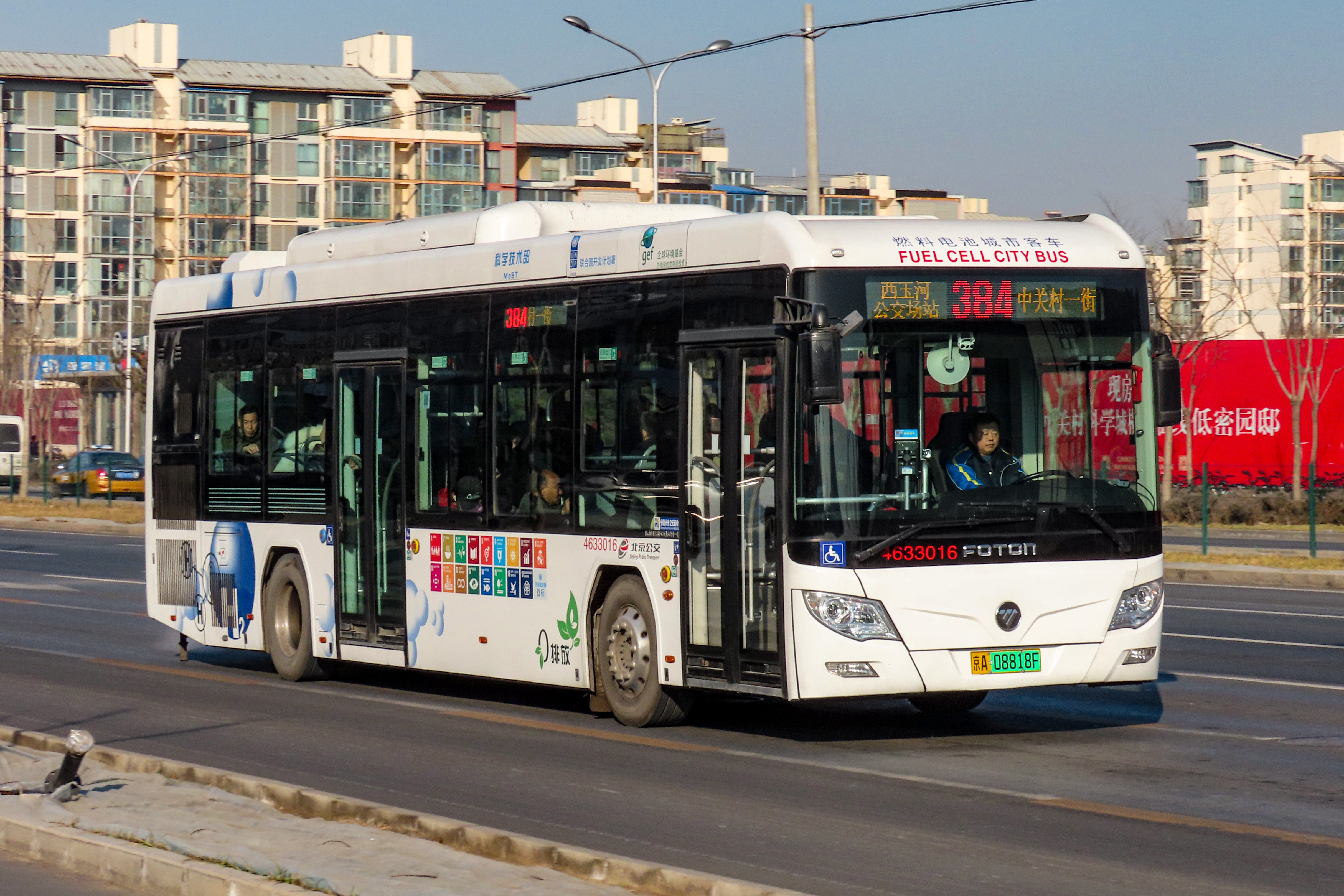
行驶在北京街头的北汽福田BJ6123FCEVCH-1型燃料电池城市客车

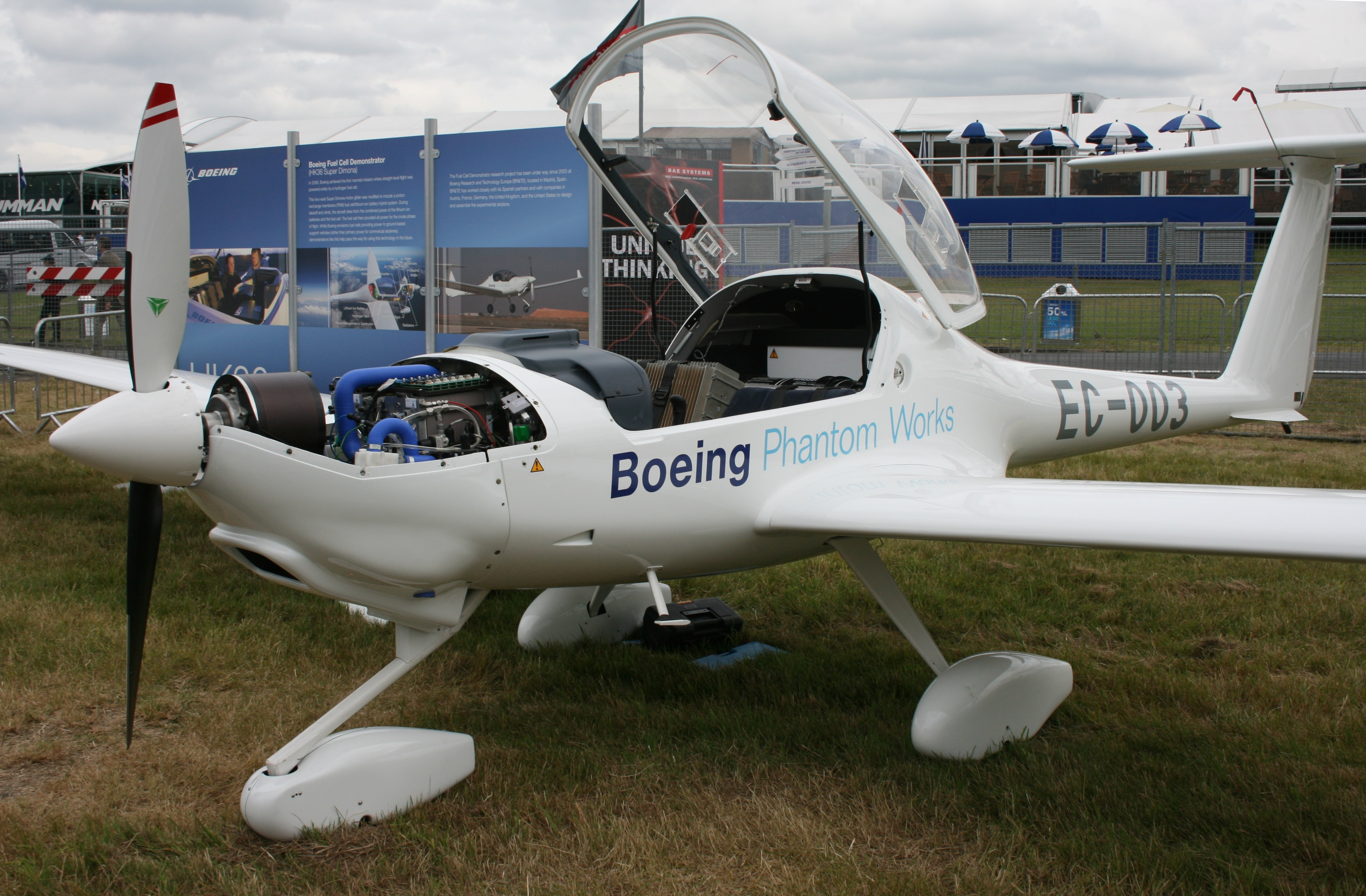
以燃料電池作為動力的飛機。

1. ↑  "How Do Hydrogen Fuel Cell Vehicles Work?" （页面存档备份，存于）, Union of Concerned Scientists, accessed July 24, 2016